# Abbazia di Pontigny
L'Abbazia di Pontigny fu un'abbazia cistercense che si trovava nel territorio del comune francese di Pontigny, in Borgogna, a circa 21 km a nordest di Auxerre ed a 15 km a nord di Chablis, nel dipartimento della Yonne.
Si tratta di una delle quattro abbazie primigenie, che furono fondate dai monaci di Citeaux.
L'abbazia si trova fra quella di Fontenay e la città di Sens ed isolata nella campagna di Pontigny, sulla strada dipartimentale. L'abbazia di Pontigny è la "seconda figlia" di quella di Cîteaux, l'abbazia "fondatrice" dell'Ordine Cistercense, ed è di quattro anni, come abbazia, più anziana di Fontenay. Ivi rimane ora solo la chiesa abbaziale.
È la cattedrale prelatizia della prelatura territoriale della Missione di Francia o di Pontigny.

## Storia

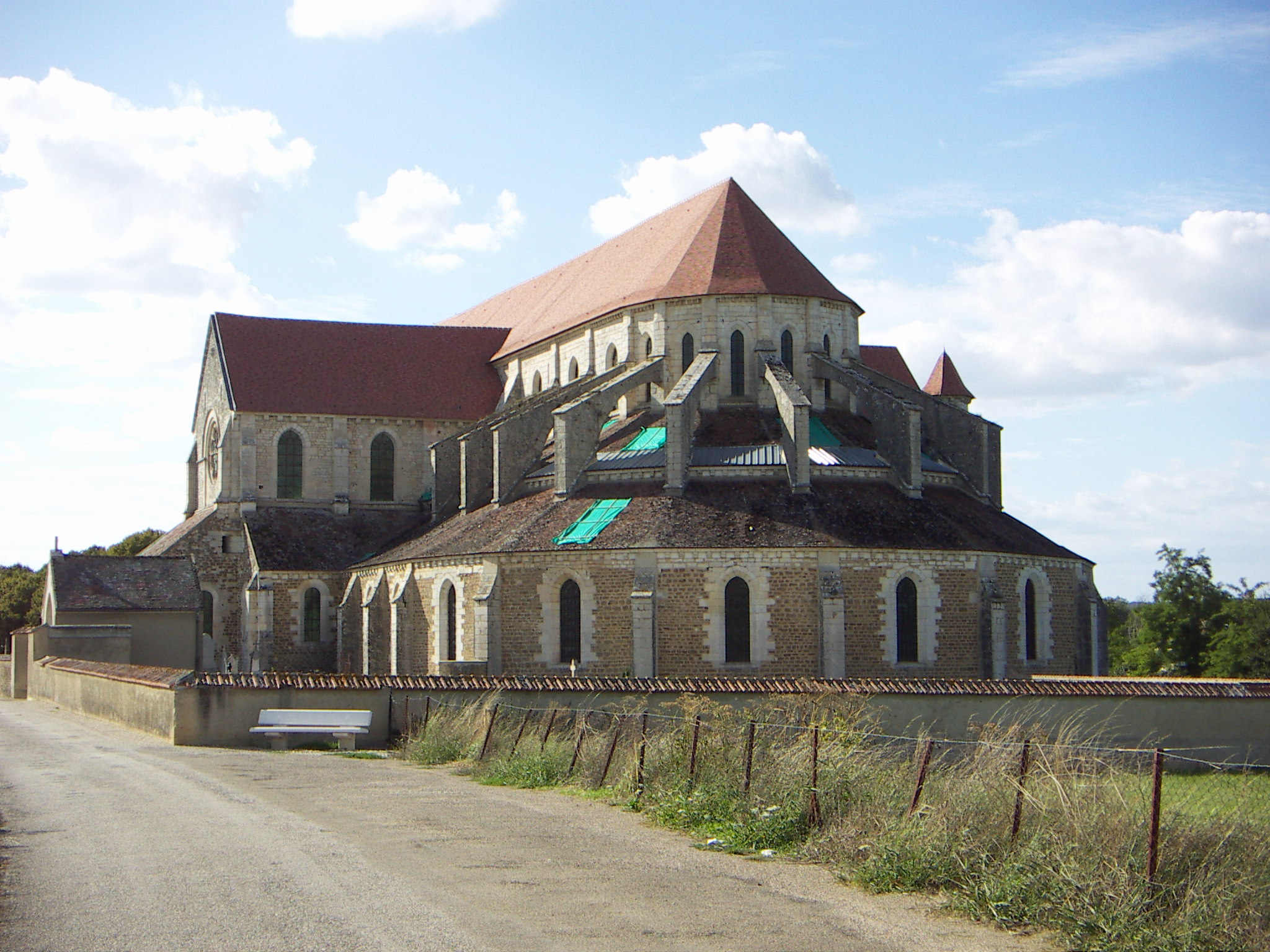
Abbazia di Pontigny

Essa fu eretta in zona paludosa nel 1114 dal monaco Hugo di Mâcon alla guida di altri undici monaci cistercensi ed è di quattro anni più vecchia di quella di Fontenay.
Pontigny fu abbazia-madre di 43 filiazioni abbaziali nell'intera Europa tra le quali quelle francesi di Bourras, Cadouin, Chaalis, Fontainejean, Jouy, Saint-Sulpice, Quincy, Les Roches, Cercamps, Trizay, L'Estrée, L’Étoile, Notre-Dame-de-Ré, Dalon, La Pin e Valence e nel territorio allora appartenente all'Ungheria (oggi alla Romania) quella di Igriș.
Nel corso della sua storia la chiesa era il più utilizzato luogo di rifugio, fra l'altro dal 30 novembre 1164 ospitò per due anni Tommaso Becket, arcivescovo di Canterbury, che fuggiva dall'Inghilterra a causa di un conflitto con Enrico II. Egli lasciò l'abbazia dopo che l'Ordine cistercense ebbe subito per questo pesanti pressioni.
Stephen Langton, Arcivescovo di Canterbury dal 1207 e fino alla sua morte nel 1228 risiedette a Pontigny dal 1207 circa fino al 1212, quando si recò a Roma ottenendo da papa Innocenzo III la scomunica del re inglese Giovanni d'Inghilterra, che lo aveva costretto all'esilio, il che determinò la resa del re inglese ed il rientro trionfale di Stephen Langton nella sua sede episcopale.
Nel 1240 vi trovò asilo, pochi mesi prima di morire, anche sant'Edmondo di Canterbury.
Durante la Rivoluzione francese l'abbazia fu soppressa ed in parte distrutta. Oggi ne rimane solo la chiesa abbaziale.
Nel 1909 entrò in possesso dello scrittore e filosofo francese Paul Desjardins, che annualmente, dal 1910 al 1914 e poi dal 1922 fino al 1939 vi riuniva per dieci giorni gl'intellettuali, francesi e non, del sodalizio da lui fondato, Les Décades de Pontigny e che è ivi sepolto.

## Architettura

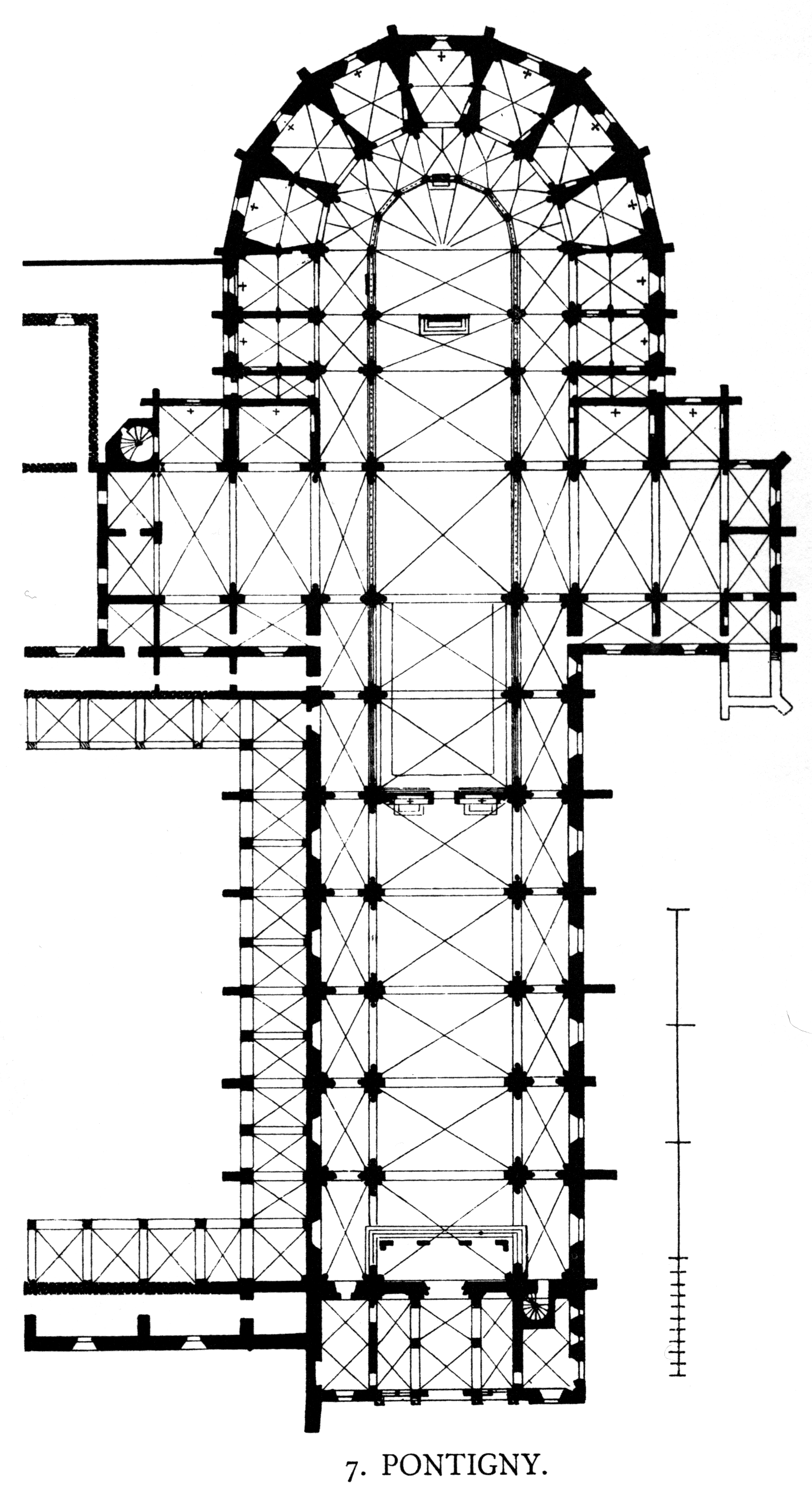
Pianta dell'abbazia di Pontigny

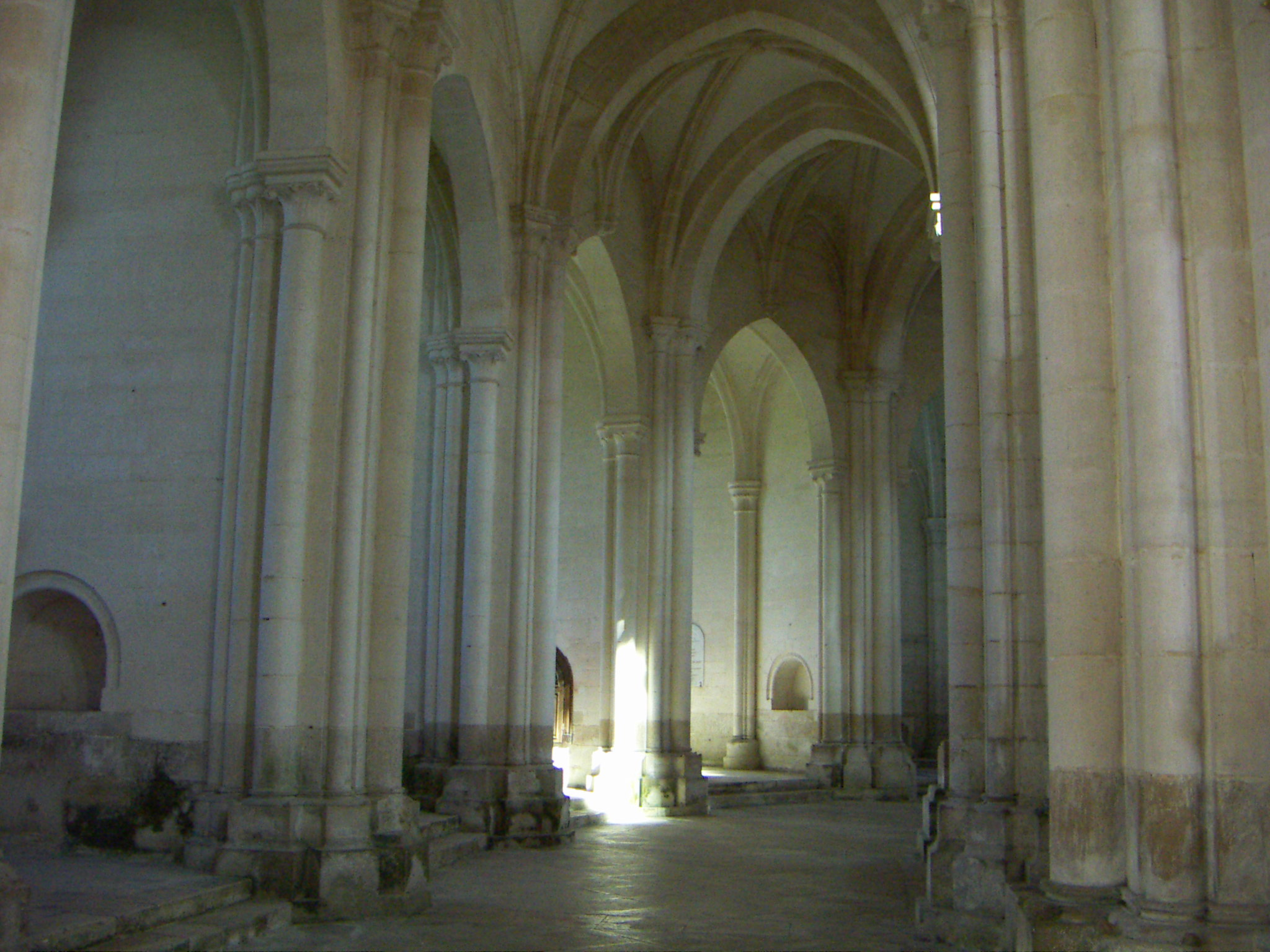
Abbazia di Pontigny, Deambulatorio del coro

La chiesa abbaziale, con i suoi 108 m di lunghezza e 25 di larghezza è una delle più grandi chiese abbaziali cistercensi e venne eretta fra il 1140 ed il 1170. È sorprendente il fatto che il coro della chiesa sia munito di un puntone, che sarà utilizzato solo con l'avvento dello stile gotico. In effetti questo coro venne ampliato fra il 1185 ed il 1212 e si è quindi inserito un mezzo del gotico contemporaneo.
Pontigny ha ancora un atrio, che si supponeva appartenesse originalmente solo a Fontenay.
La chiesa all'interno è completamente dipinta di bianco, come le pareti dei monasteri cistercensi, e, a parte una balaustra in legno e gli stalli del coro, non contiene nulla di prezioso. Lo spazio interno emana in conseguenza un piacevole senso di frescura, cosa che i pellegrini, quando sostano in questa tappa della Borgogna, percepiscono come sensazione molto gradevole.
La prospettiva verticale a due piani delle pareti è facilmente immaginabile, come corrispondente alla consuetudine dei cistercensi. Quali sostegni delle navate non fungono solo i pilastri, ma modelli rettangolari di semicolonne, che a mezz'altezza sono interrotti da mensole, una tipica invenzione dei cistercensi, il cui significato non è del tutto chiaro.
La navata centrale ha una volta a nervature incrociate, quelle laterali a crociera.
Si deve riconoscere al costruttore, che ha realizzato successivamente l'ampliamento del coro, che così chiaramente appartiene allo stile gotico, come egli sia riuscito a non disturbare in questo modo l'aspetto generale della chiesa, sebbene egli vi abbia inserito un deambulatorio ed una corona di cappelle.

## Le vigne
Accanto ai compiti religiosi anche la coltura della vite giocava un ruolo importante. I monaci di Pontigny impiantarono una delle prime vigne della regione, che costituirono la pietra fondante per il famoso vino francese Chablis. Essi impiantarono anche nella zona il vitigno bianco dello Chardonnay, stabilendo così la coltura della vite come parte centrale dell'economia agricola locale.

## Personalità sepolte nella chiesa
- Adèle di Champagne, consorte di Luigi VII di Francia e quindi regina di Francia
- Sant'Edmondo di Canterbury, arcivescovo di Canterbury
- Paul Desjardins, filosofo e scrittore francese.

## La via di Compostela
L'abbazia di Pontigny era uno dei punti di partenza sulla via dei pellegrinaggi verso il santuario di Santiago di Compostela.

## Cronotassi degli abati
- 1114-1136: Beato Ugo di Mâcon
- 1136-1166: Guichard de Beaujeu
- 1166-1167: Guglielmo I
- 1167-1180: Guérin
- 1180-1181: Pietro I
- 1181-1184: Garmont
- 1184-1192: Gérard Mainard
- 1192-1193: Giovanni I
- 1193-1202: Gérard
- 1202-1214: Giovanni II
- 1214-1218: Gautier
- 1218-1230: Pietro II
- 1230-1254: Giovanni III
- 1254-1260: Giacomo I
- 1260-1262: Giovanni IV
- 1262-1272: Renaud
- 1272-1293: Robert de Pontigny
- 1293-1294: Stefano Durand
- 1294-1308: Simone
- 1308-1321: Giacomo II de Jaucourt
- 1321-1339: Thomas I
- 1339-1340: Giovanni V
- 1340-1345: Guglielmo II
- 1345-1349: Giovanni VI de Rougemont
- 1349-135?: Raymond
- 135?-1359: Nicola I
- 1359-1370: Giovanni VII
- 1370-1400: Pietro III de Juilly
- 1400-1401: Giovanni XI de Flogny
- 1401-1413: Giovanni X de La Paix
- 1413-1414: Enrico
- 1414-1421: Giovanni XI de Bienville
- 1421-1453: Stefano II
- 1453-1462: Guy d'Autun
- 1462-1474: Thomas II de Lignon
- 1474-1479: Pietro IV de Laffin
- 1479-14??: Giovanni XII de Laffin
- 14??-14??: Pietro V de Laffin
- 14??-1517: Giacomo III de Viry
- 1517-1525: Luigi I de Ferrière de Maligny
- 1525-1547: Giacomo IV de Jaucourt
- 1547-1559: Jean du Bellay
- 1559-1562: Ippolito d'Este
- 1562-1586: Luigi II d'Este
- 1586-1588: Giovanni XIV de Victrian
- 1588-1613: Claude de Boucherat
- 1613-1643: Carlo de Boucherat
- 1643-1650: Matthieu de Mesgrigny
- 1650-1651: Vacante
- 1651-1672: Luigi III Martel
- 1672-1687: Giacomo V Le Bourgeois de La Varande
- 1687-1708: Oronce Finé de Brianville
- 1708-1719: Giuseppe Carron
- 1719-1742: Pietro V Calvairac
- 1742-1764: Giacomo VI Gabriel Grillot
- 1764-1788: Nicola II Chanlatte
- 1788-1790: Giovanni XV Depaquy